# Vót châu Âu

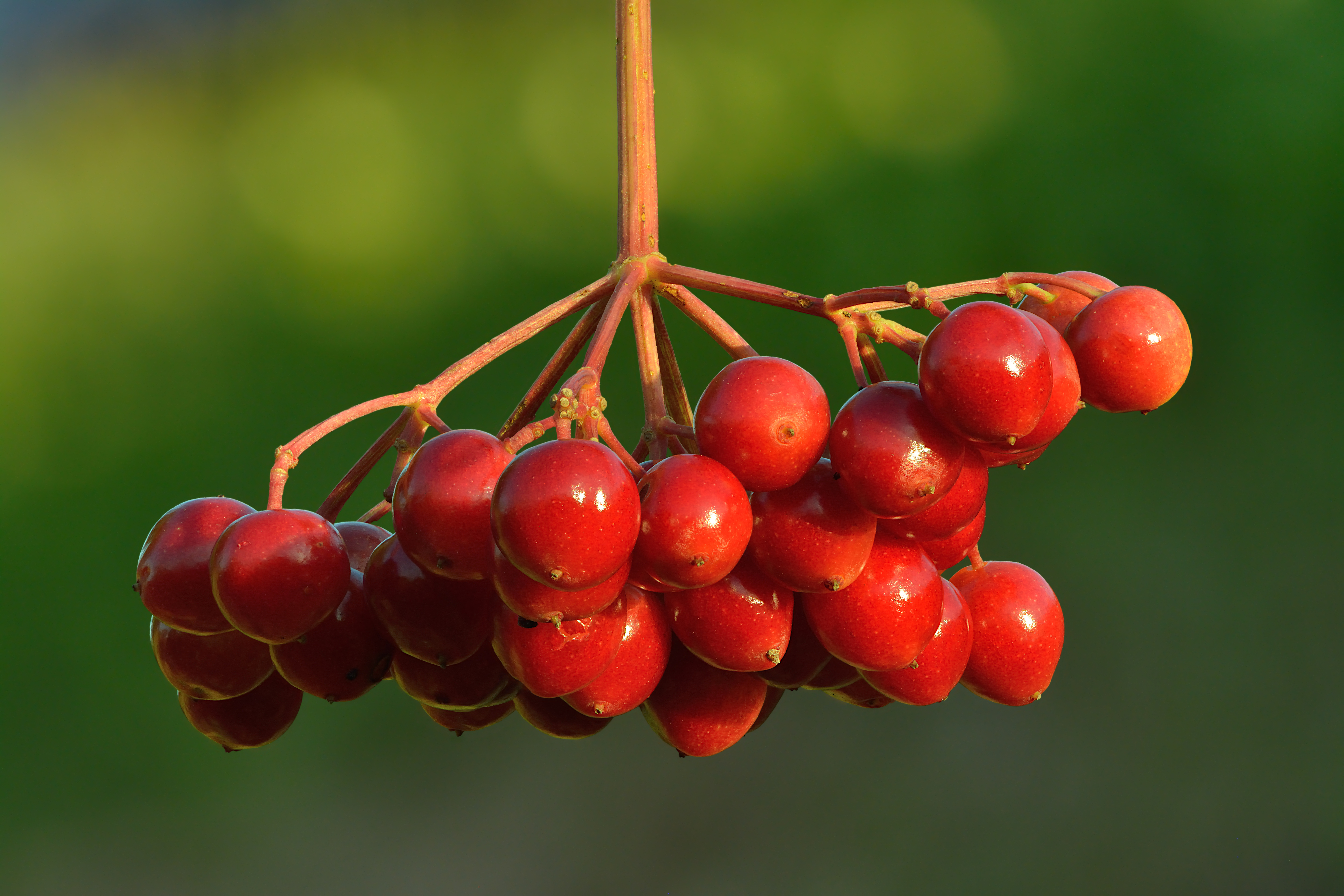
Quả mọng Viburnum opulus

Vót châu Âu (danh pháp hai phần: Viburnum opulus) là một loài thực vật có hoa trong họ Ngũ phúc hoa (trước đây xếp trong Họ Kim ngân) có nguồn gốc châu Âu, Bắc Phi và Trung Á.

## Tên

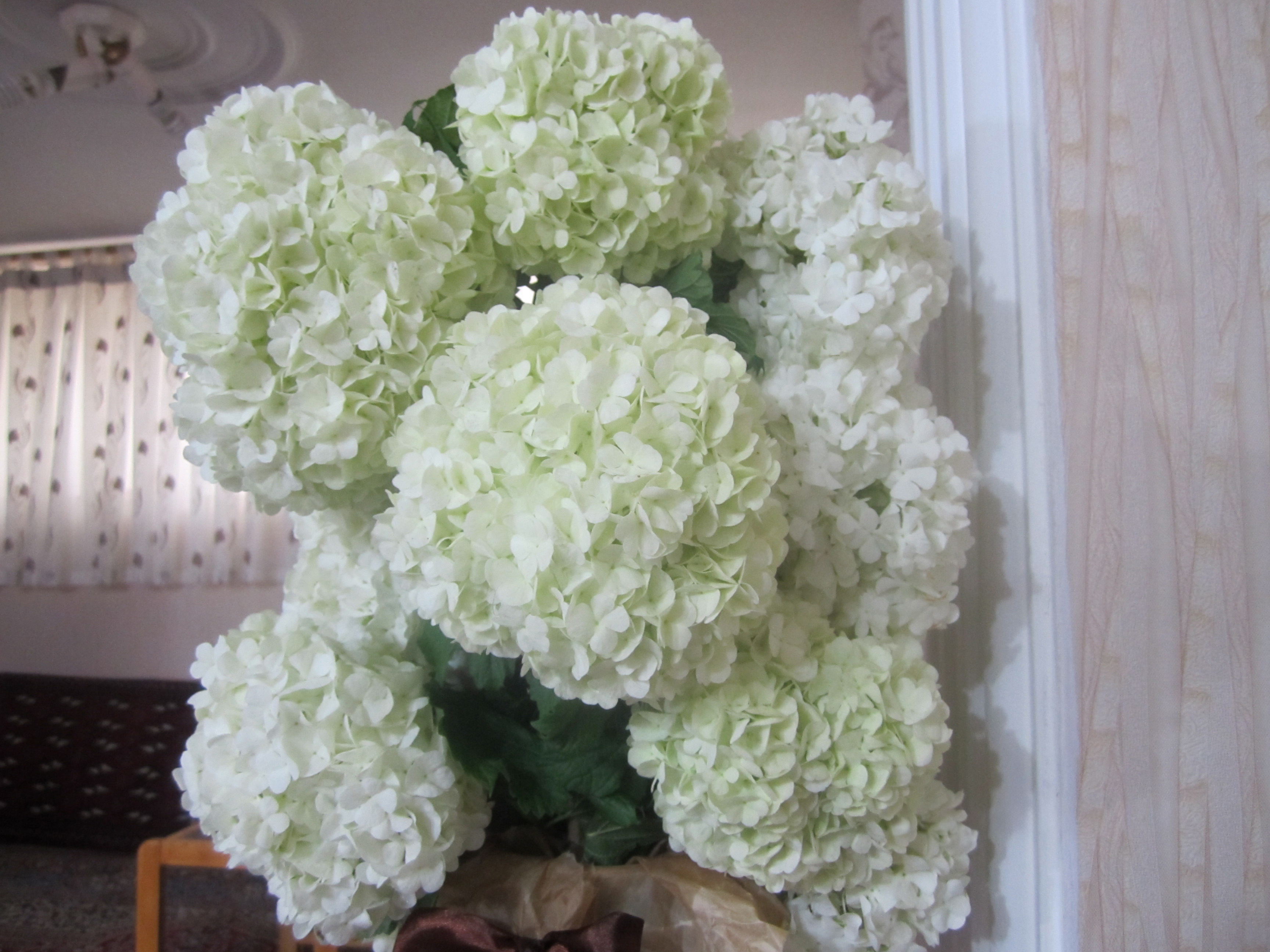
Những chùm hoa.

Tên gọi thông thường của nó guelder rose bắt nguồn từ gelderse roos trong tiếng Hà Lan có liên quan đến tỉnh Gelderland của Hà Lan, nơi mà loại cây này được trồng phổ biến, và tên gọi "cây cầu tuyết", được cho là tên gốc của nó. Các tên gọi phổ biến khác bao gồm Hoa Tú Cầu, cây tuyết cầu và mạn việt quất châu Âu, mặc dù loài thực vật này không liên quan gì với Mạn việt quất. Một số nhà thực vật học gộp cả loài Viburnum trilobum ở Bắc Mỹ như là một thứ hay một phân loài của loài này, tương ứng với các danh pháp V. opulus var. americanum Ait. hay V. opulus subsp. trilobum (Marshall) Clausen. Tên phân định loài opulus được Joseph Tournefort đề xuất.

## Mô tả
Đây là loài cây bụi rụng lá cao tới 4-5 mét (13–16 ft). Lá của chúng có sự đối xứng nhau với ba thùy, dài và rộng từ 5–10 cm (2–4 in), với một đường viền lá có răng cưa. Bề ngoài tương tự như lá của một số loài phong, nhưng dễ dàng có thể phân biệt bởi hầu hết bề mặt lá hơi nhăn nheo và đường gân lá rất rõ nét. Các lá chồi xanh.
Hoa có màu trắng, mỗi chùm hoa dài từ 4–11 cm (2–4 in), mọc ở đỉnh của cành cây; mỗi bông hoa có thể dễ dàng thấy cánh có chiều dài từ 1,5–2 cm xung quanh; những bông hoa nở vào đầu mùa hè, và thụ phấn nhờ côn trùng. Quả của cây có màu đỏ tươi, hình cầu, đường kính từ 7–10 mm, có chứa một hạt mầm. Các hạt này được phân tán bởi các loài chim ăn quả.
Phân loài
- - Thứ Viburnum opulus var. opulus
  - Thứ Viburnum opulus var. sargentii
  - Thứ Viburnum opulus var. calvescens
- Phân loài Viburnum opulus ssp. trilobum
  - Thứ Viburnum opulus var. americanum

## Trồng trọt và công dụng

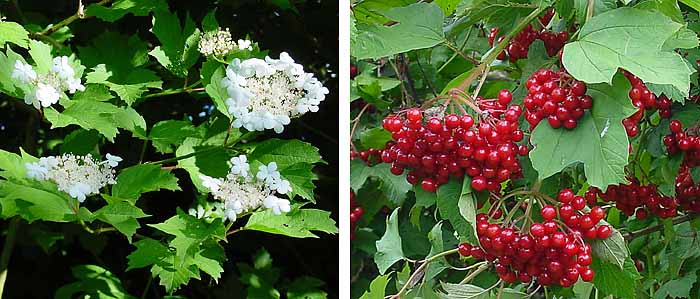
Hoa (trái) và quả của cây.

Vót được trồng như một loại cây cảnh nhờ vẻ đẹp của hoa và quả của nó, phát triển tốt nhất trong điều kiện ẩm ướt, đất có tính kiềm, mặc dù chúng là loài có thế thích nghi được với nhiều loại đất. Có một số nhầm lẫn với các loài thực vật khác, nhất là các loài khác thuộc chi Viburnam cũng được gọi với tên là "cây tuyết cầu".
Loài cây này cũng được trồng để làm hàng rào, lấy bóng mát, hay là dùng để trồng đan xen với nhiều loại cây khác dưới gốc.
Nó được du nhập vào Bắc Mỹ, nơi mà nó đã được gọi thành một tên sai lạc là "European Cranberrybush" (nghĩa là Mạn việt quất bụi châu Âu), nhưng thực tế nó không phải là mạn việt quất (thuộc bộ Ericales). Các giống cây trồng 'Compactum', 'Roseum "  và 'Xanthocarpum'  đã được trao tặng phần thưởng giá trị làm vườn (Award of Garden Merit) của Hội Làm vườn Hoàng gia Anh.
Quả của cây có thể ăn được với số lượng nhỏ, do có vị rất chua. Nó có thể được sử dụng để làm thạch. Tuy nhiên độc tính nhẹ của nó có thể gây nôn mửa hoặc tiêu chảy nếu ăn với số lượng lớn. Vỏ của cây được dùng để làm thuốc giảm chứng chuột rút ở cơ, hay những bệnh khác như đau bụng do kinh nguyệt ở phụ nữ, các triệu chứng trên là do cơ co thắt quá mức. Tuy nhiên, nó cũng có thể được sử dụng khi đau bụng hay đau thắt cơ nói chung cho cả phụ nữ mang thai.

## Ý nghĩa văn hóa
Kim ngân hoa được biết đến với tên Kalyna là một trong những biểu tượng quốc gia của Ukraina.  Chúng được đề cập đến trong các bài hát dân gian, nghệ thuật tranh vẽ, thêu của quốc gia Đông Âu này. Trên các khía cạnh khác, bài hát Chervona Kalyna của Quân đội nổi dậy Ukraina hay Kalyna Country là một bảo tàng sinh thái ở Canada cũng lấy tên từ loài cây này.
Theo một truyền thuyết, Kalyna có liên quan với sự ra đời của vũ trụ, gọi là Hỏa Thiên Chúa Ba Ngôi là Mặt Trời, Mặt Trăng, và các Vì sao. Quả của nó tượng trưng cho máu và sự bất diệt của gia đình. Kalyna thường được thêu trên khăn hay áo sơ mi của người Ukraina.